# Seppuku

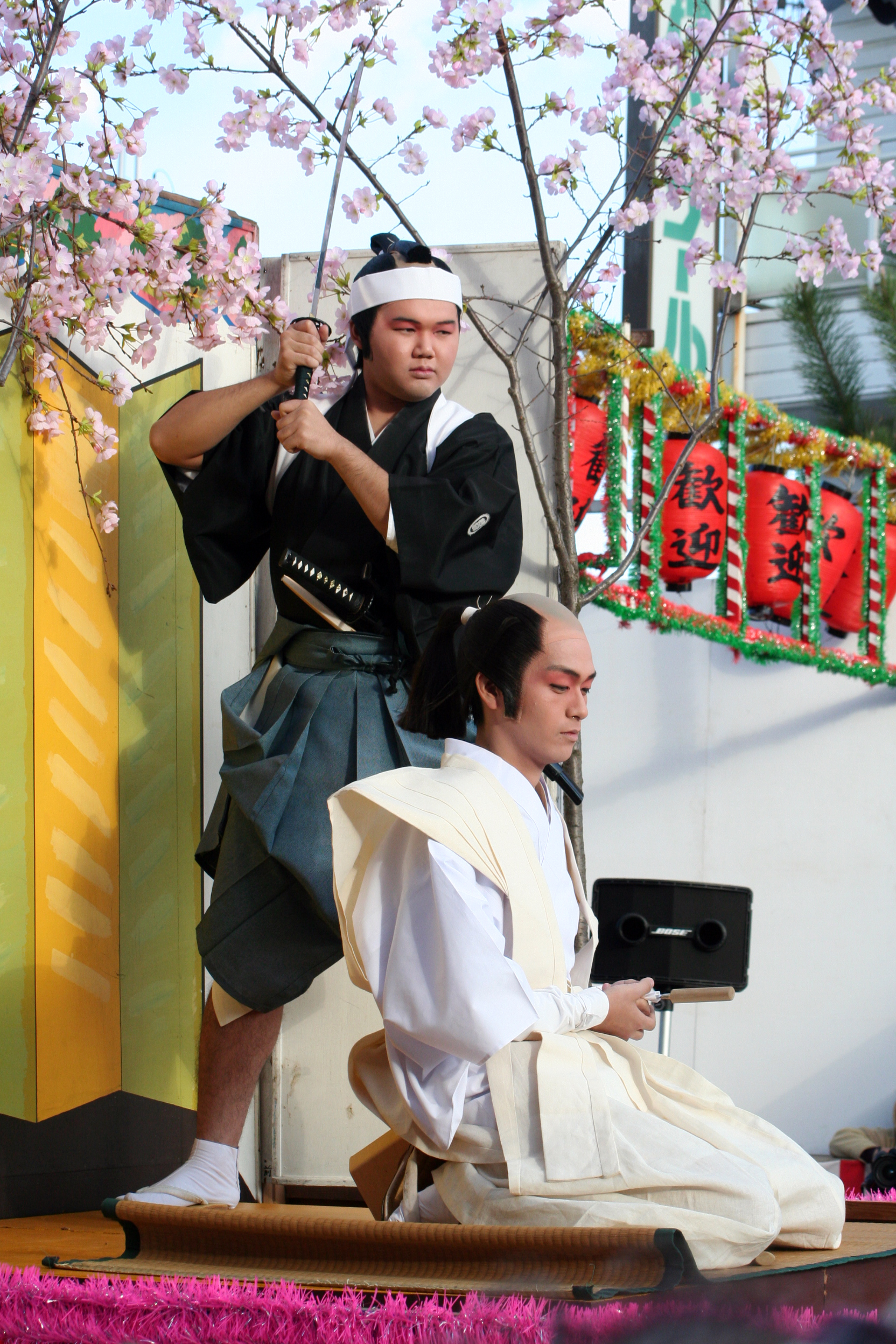
Ako Yoshishi. O ipostază a festivalului ce-a avut loc la orașul Ako, din prefectura Hyogo (14 decembrie 2009).

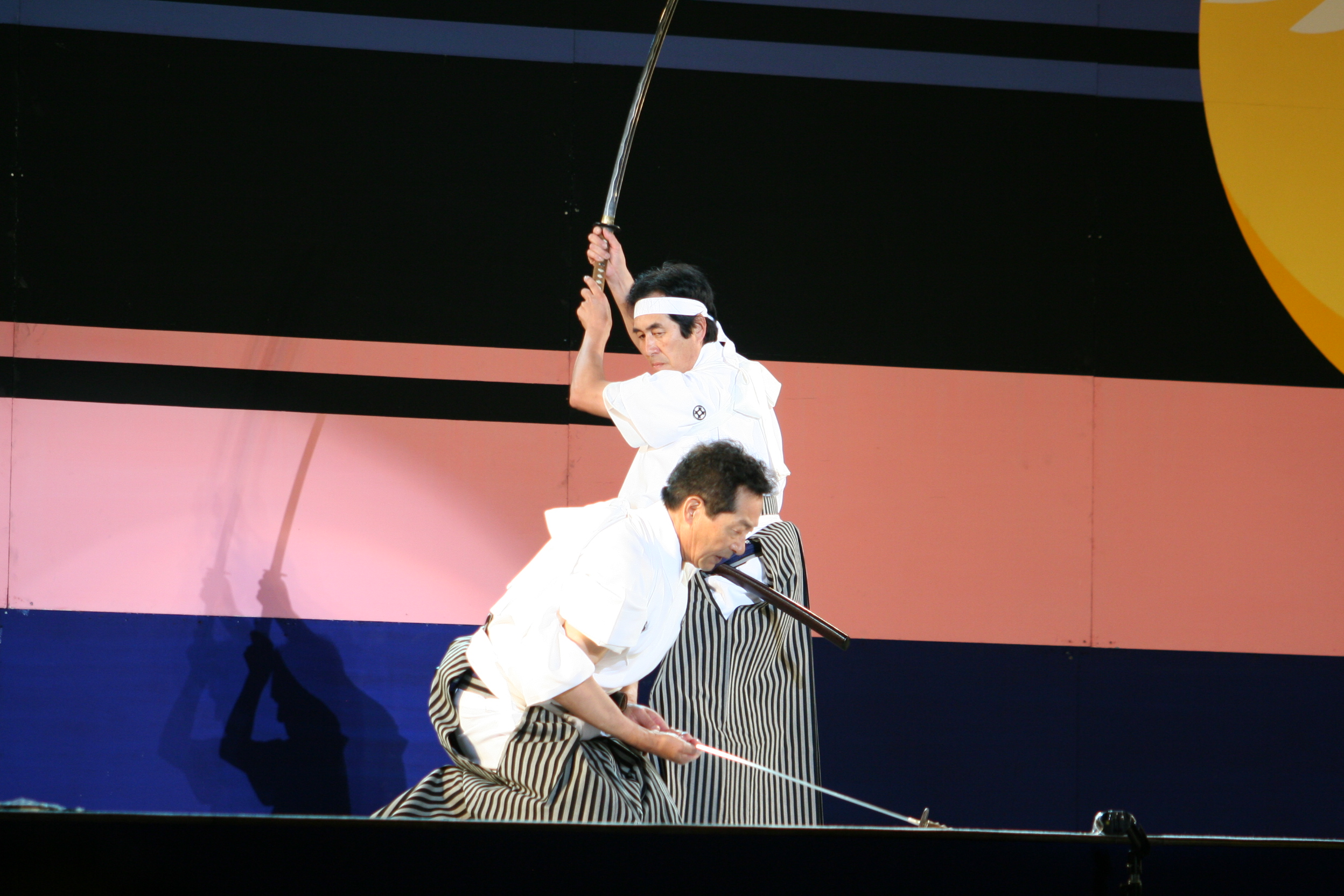
Seppuku - simulare

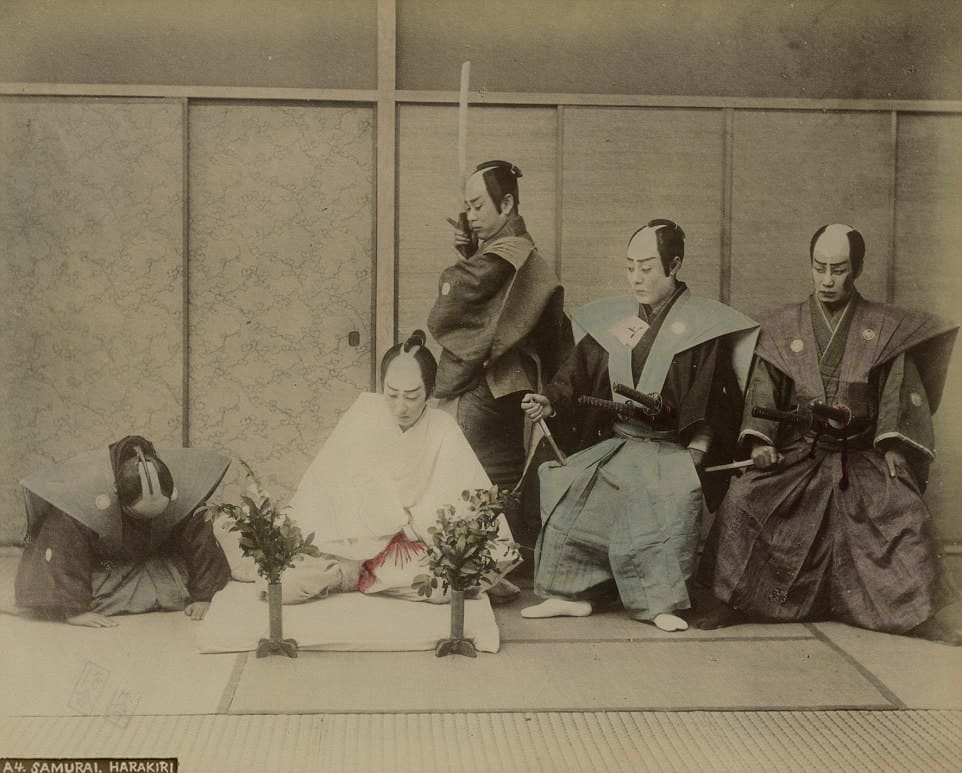
Seppuku - reconstituire

Seppuku (sau harachiri) desemnează un mod de sinucidere prin spintecarea pântecelui cu pumnalul sau cu sabia, practicat mai ales de samuraii japonezi. Practica a fost abolită în 1868.

## Procedură

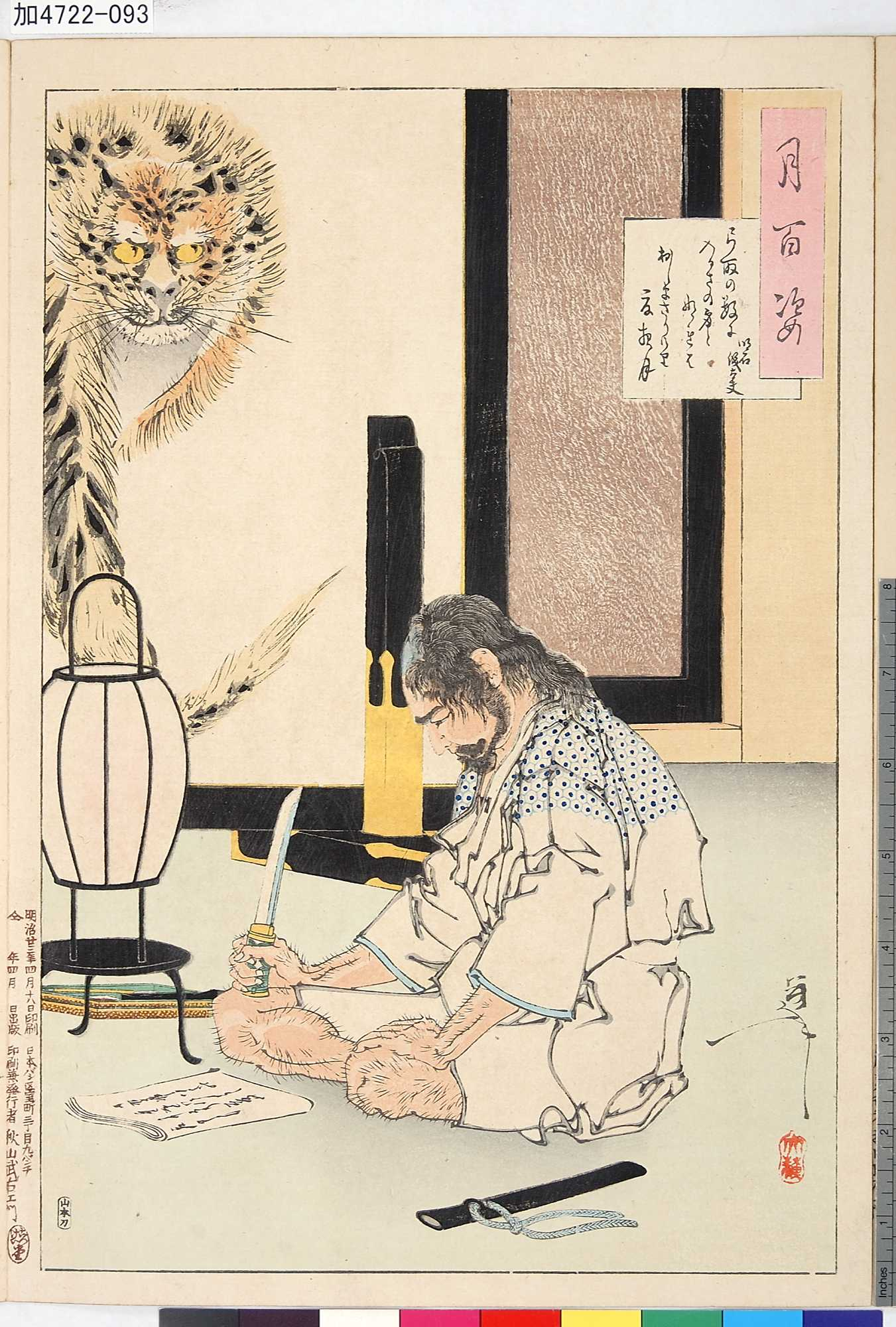
Generalul Akashi Gidayu se pregătește să comită Seppuku după ce a pierdut o bătălie pentru stăpânul său, în 1582. Tocmai își scrisese poemul morții, care este vizibil și în colțul din dreapta sus.Autor: Yoshitoshi, 1891

Actul seppuku constă în inserarea tăișului sabiei în stomac, apoi persoana care înfăptuiește această sinucidere, continuă prin tăierea de-a lungul abdomenului. Actul este dus la sfârșit după ce o persoană care asistă la acest act, termină sinuciderea prin tăierea capului celui care se sinucide. Seppuku este o ceremonie sacră care își are rădăcinile în perioada antică a Japoniei și care a rămas rezervată doar clasei privilegiate a samurailor. Când un conducător murea, subordonații acestuia îl urmau prin seppuku pentru a-și dovedi loialitatea și demnitatea. Seppuku mai era folosit și ca mijloc de corectare a unei greșeli printr-o moarte onorabilă.
În Japonia modernă, actul de sinucidere a căpătat noi forme și înțelesuri. Actul seppuku din opera modernă a căpătat o trăsătură anti-modernă, evidențiată de personajele literare ale lui Yukio Mishima și de propria sa sinucidere.
Seppuku în societatea japoneză a culminat la sfârșitul perioadei Meiji, când generalul Nogi Maresuke și soția sa s-au sinucis, după moartea împăratului Meiji, în 1912. Pentru generalul Nogi, seppuku nu a însemnat doar urmarea stăpânului în moarte, ci și o cale de a-și recăpăta onoarea, pe care el credea că o pierduse o dată cu pierderea războiului Seinan. În vreme ce acest exemplu de seppuku prezintă actul în esența lui, modernizarea Japoniei a încurcat interpretarea și înțelesurile acestor acte rituale. De exemplu, Ogai, în lucrarea sa din 1914 “Incidentul de la Sakai” descrie un act de seppuku realizat în grup, în 1868, în fața unui consul francez, în semn de compensație pentru un incident ambiguu care s-a soldat cu moartea a 16 soldați francezi. Realizarea foarte naturală a actului, descrisă de Ogai, i-a tulburat pe martorii francezi atât de mult încât aceștia au luat-o imediat la fugă spre port. În acest caz, seppuku este mai mult decât o moarte onorabilă, este totodată un mod de a afirma autoritatea japoneză asupra Occidentului nou întâlnit.
În 1970, sinuciderea dramatică a lui Mishima a imitat acest ritual antic. La fel ca personajul principal din romanul său “Patriotism”, Mishima folosește seppuku pentru a prezenta fără ezitare naționalismul și loialitatea sa față de sistemul imperial. Actul seppuku al lui Mishima a expus o dorință covârșitoare de a controla viața și moartea, care se asemăna cu încrederea sa în superioritatea militară. Stilul de viață milităresc al lui Mishima este evidențiat de faptul că a trimis la timp editurii ultima parte a romanului său, “Marea Fertilității” în ziua în care și-a făcut seppuku. Actul său de seppuku a fost încărcat cu afecțiunea sa pentru reînvierea unui ideal romanticizat al samurailor. Prin această demonstrație, Mishima spera ca Japonia să recunoască romanticismul martiriului său și să se întoarcă la vechiile tradiții. Deși societatea japoneză a respins actul seppuku al lui Mishima considerându-l o rușine, Occidentul a fost mai mult decât binevoitor în a-l accepta pe Mishima ca reprezentant al adevăratului spirit al societății japoneze. Acest lucru pare a se datora concepției Occidentului că Japonia ar fi caracterizată de nostalgia unui stil de viață al trecutului idilic, și nu ar primi bine procesul de modernizare.
Spre deosebire de stilul de viață al lui Mishima, personajul principal din “Confesiunea unei măști” suferă din cauză că nu poate controla evenimentele din viața sa. Deși se aseamănă cu Mishima prin pasiunea sa pentru sânge și masculinitate, protagonistul romanului nu împărtășește devotamentul lui Mishima pentru ordinea sistematică. Chiar atunci când se referă la moarte, personajul principal spune: “nu este nevoie să fac chiar eu asemenea acțiuni decisive, din moment ce sunt înconjurat de o recoltă bogată de moduri de a muri - moarte într-un raid aerian, moarte la locul de muncă, moarte în serviciul militar, moarte pe câmpul de luptă...un criminal care a fost condamnat la moarte nu se sinucide”. Toate scenele de moarte pe care protagonistul din “Confesiunea unei măști” și le imaginează, sunt scene în care personajul nu are control asupra morții sale, deși el așteaptă cu nerăbdare orice rău care i-ar putea ieși în cale. Dorința personajului de a muri nu este ghidată de nici un sentiment de înstrăinare modernă, ci de dorința de sânge și violență și de credință că acest lucru este romantic.
În societatea modernă, seppuku reprezintă o dorință anti-modernistă de a se întoarce la trecut.
Jigai
Femeile au avut versiunea lor de sinucidere ritual. Aceasta a fost așa-numitul jigai (dim. Dzigai). Acesta a fost practicat de soția sau fiica unui samurai care a comis seppuku, sau atunci când

femeie sau fată suferit o traumă la onoarea. Unele
femei care aparțin familiilor de samurai se sinucidă, tăindu arterele 
gâtului într-o singură mișcare, cu ajutorul unui cuțit, cum ar fi un 
tanto sau Kaiken. Obiectivul principal a fost de a obține o moarte rapidă și sigur pentru a evita captura. Femeile au fost atât de atent predate. jigaki (dim. dzigaki) ca un copil. Înainte
de sinucidere, o femeie genunchii de multe ori legat împreună la 
corpul ei a putut fi găsită într-o postură demnă, în ciuda convulsiile 
fatale. Jigaki dar nu se limitează la acest tip particular de sinucidere. Jigai-adesea efectuate în scopul de a păstra onoarea lor, sau, în cazul în 
care înfrângerea militară a fost inevitabil, pentru a preveni viol. Armatele de invazive au intrat de multe ori în casă, după ce, doar pentru a găsi o doamnă mort a casei, "stând" în fața ușii.
Jigai copiii 
Nu numai femeile, ci și copiii pot face jigai.
Bărbat copil care nu a fost suficient de matur pentru a fi recunoscut ca un samurai, care nu a trecut o ceremonie numita gempukku, a avut, de asemenea, posibilitatea de a se sinucide făcând jigai. De asemenea, fetițele sunt predate de la o vârstă fragedă jigai. Rezultatele au fost astfel încât, atunci când cetatea a fost de multe ori aproape de colaps și confiscarea de către forțele unui armată ostil, nu numai femeile, ci sinuciderea și copii de ambele sexe cu vârste cuprinse între trei și paisprezece-au angajat. Ei au efectuat sinucidere - jigai - cu ajutorul unui cuțit reușește această arterei carotide numit Tanto sau Kaiken sau folosind aceeași lovitură de cuțit în inimă. Acestea au fost, uneori, sa sinucis în masă, pentru a evita captura, relocarea sau pierderea de onoare, ca urmare a viol. jigai copii copil sinucidere voluntar sau copii și părinți a fost chemat la Goya Shinju sau L'Oyako Shinju când sinucidere  angajate și  copii  și membrii de familie ..

## Persoane celebre care au comis Seppuku
- Minamoto no Tametomo (1139–1170)
- Minamoto no Yorimasa (1106–1180)
- Minamoto no Yoshitsune (1159–1189)
- Azai Nagamasa (1545–1573)
- Oda Nobunaga (1534–1582)
- Takeda Katsuyori (1546–1582)
- Shibata Katsuie (1522–1583)
- Hōjō Ujimasa (1538–1590)
- Sen no Rikyū (1522–1591)
- 46 din Cei 47 Ronin (1703)
- Watanabe Kazan (1793–1841)
- Tanaka Shinbei (1832–1863)
- Yamanami Keisuke (1833–1865)
- Byakkotai (grup de războinici de 16-17 ani din Aizu-han în 1868)
- Saigō Takamori (1828–1877)
- Nogi Maresuke (1849–1912)
- Chujiro Hayashi (林 忠次郎) (1879–1940)
- Korechika Anami (1887–1945)
- Takijirō Ōnishi (1891–1945)
- Yukio Mishima (1925–1970)
- Dédé Fortin (1962–2000)
- Isao Inokuma (1938–2001)[2]